# Assassinato de Miguel Uribe Turbay
Em 7 de junho de 2025, o senador e pré-candidato à presidência da Colômbia, Miguel Uribe Turbay, foi baleado pelas costas durante um comício no Parque El Golfitoem, Fontibón, subúrbio de Bogotá, durante um comício político.
Ele foi hospitalizado em estado crítico e faleceu dois meses depois, em 11 de agosto de 2025.

## Atentado
Uribe foi alvejado por vários tiros no momento do ataque. Ele foi imediatamente levado ao Centro Médico Engativá, e posteriormente transferido para a Fundação Santa Fe para ser submetido a uma cirurgia, onde foi realizado um “procedimento neurocirúrgico e vascular periférico”.
O segundo boletim médico foi emitido aproximadamente às 1h02 da madrugada de domingo, 8 de junho. De acordo com o boletim, o pré-candidato e senador havia saído da primeira cirurgia, mas continuava em estado crítico.
Por sua vez, o suposto autor do ataque, um menor de 14 anos identificado como Juan Sebastián Rodríguez Casallas, foi capturado no local do crime.
Os escoltas que integravam o esquema de segurança do pré-candidato responderam ao ataque e feriram o suposto agressor no pé. O agressor foi posteriormente capturado enquanto permanecia no chão e levado para a Clínica Colombia, onde recebe atendimento médico sob custódia policial. Foi assim que o suposto assassino tentou fugir, enfrentando um tiroteio contra os escoltas e a polícia.
Depois de ser detido pela equipe de segurança da Unidade Nacional de Proteção (UNP) designada para Miguel Uribe, o menor teria manifestado sua intenção de colaborar e estaria disposto a fornecer os números das pessoas que ordenaram o ataque.
Em 9 de junho, o chefe da polícia nacional colombiana, Carlos Triana, afirmou que a arma utilizada no ataque ao pré-candidato à presidência da Colômbia Miguel Uribe é uma Glock que foi comprada legalmente no estado do Arizona, no sudeste dos Estados Unidos, em agosto de 2020.
Miguel Uribe Turbay morreu dois meses depois, em 11 de agosto de 2025. No sábado, 9 de agosto, os médicos haviam divulgado uma nota informando que ele havia “regredido a um estado crítico após um episódio de hemorragia no sistema nervoso central”. A notícia de sua morte foi comunicada por sua esposa, por meio de uma publicação no Instagram.

## Repercussão
O presidente da Colômbia, Gustavo Petro, pronunciou-se publicamente na rede social X por volta das 19h do mesmo dia, expressando sua solidariedade à família de Miguel Uribe Turbay:
Minha solidariedade à família Uribe e à família Turbay. Não sei como amenizar sua dor. É a dor de uma mãe perdida e de uma pátria.
Petro também mencionou o assassinato da jornalista Diana Turbay, mãe de Miguel Uribe, ocorrido em 1991 durante uma operação do traficante Pablo Escobar:
Matam o filho e a mãe. Respeitem a vida, essa é a linha vermelha. A Colômbia não deve matar seus filhos, porque eles também são nossos filhos.
O ataque foi condenado pelo governo brasileiro por meio de uma nota oficial emitida pelo Ministério das Relações Exteriores.
O governador de São Paulo, Tarcísio de Freitas, também manifestou-se em sua conta na rede social X, chamando o episódio de “uma triste página da história” e prestando solidariedade à Colômbia.
Outras figuras políticas da América Latina como o presidente do Chile, Gabriel Boric, o presidente do Equador, Daniel Noboa, e a líder da oposição venezuelana María Corina Machado condenaram os acontecimentos. Por sua vez, o secretário de Estado dos Estados Unidos, Marco Rubio, pediu a Gustavo Petro que “modere seu discurso incendiário e proteja os funcionários colombianos”. A congressista americana María Elvira Salazar solicitou que os responsáveis pelo atentado sejam levados à justiça o mais rápido possível.
Outras figuras da política colombiana também se pronunciaram sobre os fatos ocorridos contra a vida e de Miguel Uribe Turbay, como Claudia López Hernández, Jorge Robledo, Sergio Fajardo, Iván Cepeda, Iván Duque, Álvaro Uribe Vélez, Vicky Dávila, Juan Daniel Oviedo, entre outros.